# لیگ آزادگان ۰۲–۱۴۰۱
لیگ آزادگان ۰۲–۱۴۰۱، سی و دومین فصل لیگ آزادگان و بیست و دومین فصل است که از سال تأسیس آن (۱۳۷۰) به‌عنوان محل تیم‌های سقوط کننده از لیگ برتر خلیج فارس یا دومین سطح فوتبال ایران برگزار می‌شود.
باشگاه فوتبال امید وحدت خراسان به‌دلیل حضور پیدا نکردن در دو دیدار لیگ آزادگان ایران در آبان ۱۴۰۱ از جدول مسابقات کنار گذاشته شد و به لیگ دسته دوم فصل بعد سقوط کرد. تیم فوتبال شمس آذر قزوین در فاصله پنج هفته مانده به پایان این مسابقات با کسب عنوان قهرمانی به لیگ برتر ۰۳–۱۴۰۲ صعود کرد.

## تیم‌ها
در این فصل از رقابت‌ها تیم‌های فجر و پدیده با سقوط از لیگ برتر و تیم‌های ون پارس اصفهان، چوکای تالش و خلیج فارس ماهشهر با صعود به این لیگ تیم‌های جدید این فصل شناخته می‌شوند.

### تیم‌ها
| تیم                            | شهر     | ظرفیت  | ورزشگاه                |
| ------------------------------ | ------- | ------ | ---------------------- |
| باشگاه فوتبال آرمان گهر        | سیرجان  | ۵۰۰۰   | امام علی سیرجان        |
| باشگاه فوتبال استقلال خوزستان  | اهواز   | ۳۹٬۰۰۰ | غدیر                   |
| باشگاه فوتبال استقلال ملاثانی  | ملاثانی | ۱۵٬۰۰۰ | تختی اهواز             |
| باشگاه فوتبال پارس جنوبی جم    | بوشهر   | ۱۵٬۰۰۰ | تختی جم                |
| باشگاه فوتبال چوکای تالش       | هشتپر   | ۱۰٬۰۰۰ | پوریای ولی تالش        |
| باشگاه فوتبال خوشه طلایی ساوه  | ساوه    | ۵٬۰۰۰  | ورزشگاه امیرکبیر کاشان |
| باشگاه فوتبال دریا کاسپین بابل | بابل    | ۸۰۰۰   | شهدای هفتم تیر بابل    |
| باشگاه فوتبال خیبر خرم‌آباد     | خرم‌آباد | ۱۵٬۰۰۰ | تختی خرم‌آباد           |
| باشگاه فوتبال سایپا تهران      | تهران   | ۸٬۲۵۰  | دستگردی                |
| باشگاه فوتبال خلیج فارس ماهشهر | ماهشهر  | ۵٬۰۰۰  | شهدای ماهشهر           |
| باشگاه فوتبال شمس آذر قزوین    | قزوین   | ۱۵٬۰۰۰ | سردار آزادگان          |
| باشگاه فوتبال شهرداری آستارا   | آستارا  | ۵٬۰۰۰  | وحدت                   |
| باشگاه فوتبال شهرداری همدان    | همدان   | ۵٬۰۰۰  | قدس همدان              |
| امید وحدت خراسان               | مشهد    | ۲۴٬۴۰۰ | ثامن‌الائمه             |
| باشگاه فوتبال فجر سپاسی        | شیراز   | ۵۰٬۰۰۰ | پارس                   |
| باشگاه فوتبال چادرملو          | اردکان  | ۱۵٬۰۰۰ | ورزشگاه شهید نصیری     |
| باشگاه فوتبال مس شهربابک       | شهربابک | ۵٬۰۰۰  | شهدای شهربابک          |
| باشگاه فوتبال ون پارس          | اصفهان  | ۱۵٬۰۰۰ | فولادشهر               |

### شمار تیم‌ها در هر استان
| استان             | شمار تیم‌ها | تیم‌ها                                              |
| ----------------- | ---------- | -------------------------------------------------- |
| استان خوزستان     | ۳          | استقلال خوزستان، استقلال ملاثانی، خلیج فارس ماهشهر |
| استان گیلان       | ۲          | شهرداری آستارا، چوکای تالش                         |
| استان کرمان       | ۲          | آرمان گهر سیرجان، مس شهربابک                       |
| استان قزوین       | ۱          | شمس آذر                                            |
| استان تهران       | ۱          | سایپا                                              |
| استان مرکزی       | ۱          | خوشه طلایی                                         |
| استان لرستان      | ۱          | خیبر خرم‌آباد                                       |
| استان همدان       | ۱          | شهرداری همدان                                      |
| استان اصفهان      | ۱          | ون پارس                                            |
| استان مازندران    | ۱          | دریا کاسپین بابل                                   |
| استان بوشهر       | ۱          | پارس جنوبی جم                                      |
| استان خراسان رضوی | ۱          | امید وحدت خراسان                                   |
| استان فارس        | ۱          | فجر سپاسی                                          |
| استان یزد         | ۱          | چادرملو                                            |

## جدول لیگ
| رتبه | تیم            | بازی | برد | مساوی | باخت | گل زده | گل خورده | گل تفاضل | امتیاز | صعود یا سقوط                          |
| ---- | -------------- | ---- | --- | ----- | ---- | ------ | -------- | -------- | ------ | ------------------------------------- |
| ۱    | شمس‌آذر         | ۳۲   | ۲۱  | ۷     | ۴    | ۶۷     | ۲۴       | ۴۳+      | ۷۰     | صعود به لیگ برتر فوتبال ایران ۰۳–۱۴۰۳ |
| ۲    | استقلال‌خوزستان | ۳۲   | ۱۴  | ۱۵    | ۳    | ۴۷     | ۲۱       | ۲۶+      | ۵۷     | صعود به لیگ برتر فوتبال ایران ۰۳–۱۴۰۳ |
| ۳    | سایپا          | ۳۲   | ۱۵  | ۱۰    | ۷    | ۳۰     | ۲۲       | ۸+       | ۵۵     |                                       |
| ۴    | فجر‌سپاسی       | ۳۲   | ۱۴  | ۱۱    | ۷    | ۴۰     | ۲۵       | ۱۵+      | ۵۳     |                                       |
| ۵    | خیبر           | ۳۲   | ۱۲  | ۱۶    | ۴    | ۳۲     | ۱۶       | ۱۶+      | ۵۲     |                                       |
| ۶    | مس بابک        | ۳۲   | ۱۰  | ۱۵    | ۷    | ۲۴     | ۲۰       | ۴+       | ۴۵     |                                       |
| ۷    | چادرملو        | ۳۲   | ۱۱  | ۱۲    | ۹    | ۳۲     | ۳۱       | ۱+       | ۴۵     |                                       |
| ۸    | ون‌پارس         | ۳۲   | ۱۲  | ۹     | ۱۱   | ۳۲     | ۲۹       | ۳+       | ۴۵     |                                       |
| ۹    | پارس‌‌جنوبی‌جم    | ۳۲   | ۱۱  | ۱۰    | ۱۱   | ۲۶     | ۳۱       | ۵−       | ۴۳     |                                       |
| ۱۰   | رایکا          | ۳۲   | ۸   | ۱۴    | ۱۰   | ۲۶     | ۲۵       | ۱+       | ۳۸     |                                       |
| ۱۱   | استقلال‌ملاثانی | ۳۲   | ۷   | ۱۶    | ۹    | ۲۷     | ۴۲       | ۱۵−      | ۳۷     |                                       |
| ۱۲   | خوشه طلایی     | ۳۲   | ۸   | ۱۱    | ۱۳   | ۲۶     | ۳۳       | ۷−       | ۳۵     |                                       |
| ۱۳   | آرمان‌گهر       | ۳۲   | ۸   | ۹     | ۱۵   | ۲۹     | ۴۵       | ۱۶−      | ۳۳     |                                       |
| ۱۴   | شهرداری آستارا | ۳۲   | ۵   | ۱۵    | ۱۲   | ۱۴     | ۲۷       | ۱۳−      | ۳۰     |                                       |
| ۱۵   | خلیج‌فارس       | ۳۲   | ۷   | ۸     | ۱۷   | ۲۱     | ۴۲       | ۲۱−      | ۲۹     |                                       |
| ۱۶   | شهرداری همدان  | ۳۲   | ۶   | ۱۰    | ۱۶   | ۱۶     | ۳۰       | ۱۴−      | ۲۸     | سقوط به لیگ ۲                         |
| ۱۷   | چوکا تالش      | ۳۲   | ۴   | ۱۰    | ۱۸   | ۲۹     | ۵۵       | ۲۶−      | ۲۲     | سقوط به لیگ ۲                         |
| ۱۸   | امید وحدت      | ۰    | ۰   | ۰     | ۰    | ۰      | ۰        | ۰        | ۰      | سقوط به لیگ ۲                         |

1. 1 2 3  Mes Shahr Babak,Chadormalou Ardakan and Van Pars Naghsh-e-Jahan are ranked by head-to-head points: Van Pars Naghsh-e-Jahan 0–0 Mes Shahr Babak, Chadormalou Ardakan 2-0 Van Pars Naghsh-e-Jahan, Mes Shahr Babak2-0 Chadormalou Ardakan, Mes Shahr Babak 2–0 Van Pars Naghsh-e-Jahan, Van Pars Naghsh-e-Jahan 0-2 Chadormalou Ardakan, Chadormalou Ardakan 1-1 Mes Shahr Babak. Mes Shahr Babak 9 points, Chadormalou Ardakan 8 points, Van Pars Naghsh-e-Jahan 1 point.

## جستجوی وابسته
- لیگ برتر فوتبال ایران
- سازمان لیگ
- جام حذفی فوتبال ایران